# Emerson Records

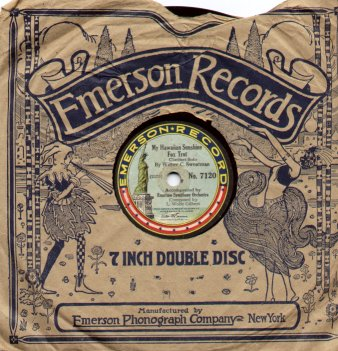
De plaat "My Hawaiian Sunshine" van jazz-klarinettist Wilbur Sweatman op Emerson Records, in de originele papieren hoes, 1916

Emerson Records was een Amerikaans platenlabel, dat actief was van 1916 tot 1928. Het label bracht aanvankelijk populaire songs, dansnummers en marsen uit, maar kwam later ook met klassieke muziek en jazz van grotere artiesten.
Het label werd opgericht door Victor H. Emerson, die eerder werkte voor Columbia Records. Hij kwam aanvankelijk met 7-inch-grammofoonplaten die 25 dollarcent kostten en 5½-inch-platen (10 cent). De meeste muziek werd gespeeld door het Emerson Orchestra, of The Emerson Symphony Orchestra: dit waren groepen van anonieme musici uit New York. In januari 1918 kwam Emerson met een lijn van 9 inch-platen (75 cent) en een jaar later met de in die tijd gebruikelijke 10 inch-platen. De geluidskwaliteit van zijn schellak-platen was in het begin boven het gemiddelde, later werd het iets minder.
Vanaf 1919 bracht Emerson op 12 inch-platen klassieke muziek uit ($ 1,25). Ook huurde het nu grote namen in om voor het label op te nemen: Wilbur Sweatman, Eddie Cantor, de Six Brown Sisters en de Louisiana Five. Iets later nam het ook muziek op van Lizzie Miles, Eubie Blake, Fletcher Henderson en de Original Memphis Five. Andere artiesten die op het label uitkwamen waren onder meer Henry Burr, Sally Hamlin, Dan Quinn, Vernon Dalhart en Ada Jones.
In mei 1920 opende Emerson een tweede opnamestudio in Los Angeles, maar deze uitbreiding leidde tot financiële problemen. In mei 1922 werd de onderneming overgenomen door onder meer de investeerder Benjamin Abrams, die het label een flinke kapitaalinjectie gaf. In 1924 verwisselde het label opnieuw van eigenaar: het kwam nu in handen van Scranton Button Company. In die tijd stapte Emerson Records ook over op opnames met de microfoon. In 1928 stopte Scranton Button Company met het maken van nieuwe platen. Het bedrijf behield het merk Emerson om het te gebruiken voor hun radio's.